# Louis Ségura
Louis Ségura (Sidi Bel Abbès, Algèria, 23 de juliol de 1889 - 1963) va ser un gimnasta espanyol de naixement, però nacionalitzat francès que va competir durant els primers anys del segle xx.
El 1908 va participar en els Jocs Olímpics de Londres, en què va guanyar la medalla de bronze en la prova del concurs complet individual. Va quedar per darrere d'Alberto Braglia i Walter Tysall, que foren segon i tercer respectivament.
Quatre anys més tard, als Jocs d'Estocolm, guanyà la medalla de plata en la mateixa prova, darrere d'Alberto Braglia.
El 1909 guanyà el concurs complet per equips del Campionat del Món de gimnàstica artística disputat a Luxemburg.